# Radivoje Manić
Radivoje Manić (* 16. leden 1972 Pirot) je bývalý jugoslávský a srbský fotbalista.

## Reprezentační kariéra
Radivoje Manić odehrál za jugoslávský národní tým v roce 1997 celkem 1 reprezentační utkání.

## Statistiky
| SR Jugoslávie | SR Jugoslávie | SR Jugoslávie |
| Roky          | Zápasů        | Gólů          |
| ------------- | ------------- | ------------- |
| 1997          | 1             | 0             |
| Celkem        | 1             | 0             |